# Komusubi
 (février 2024).
Si vous disposez d'ouvrages ou d'articles de référence ou si vous connaissez des sites web de qualité traitant du thème abordé ici, merci de compléter l'article en donnant les références utiles à sa vérifiabilité et en les liant à la section « Notes et références ».
Komusubi (小結) est le quatrième plus haut rang de la lutte sumo, derrière yokozuna, ōzeki et sekiwake. C'est également le dernier rang de la san'yaku, sommet de la makuuchi (première division).
Le rang de komusubi est le plus petit des rangs où finir avec un kachikoshi (majorité de victoires) ne suffit pas forcément à évoluer dans le banzuke (classement). Cela dépend de la libération d'une place au grade immédiatement supérieur : celui de sekiwake, mis à part si le rikishi (lutteur) a réalisé un honbasho (tournoi) particulièrement convaincant (score minimal de 10-5 généralement requis), dans ce cas, le banzuke suivant comptera un sekiwake en plus.
Il y a toujours un minimum de deux lutteurs classés au rang de komusubi ; si les circonstances le demandent, ce nombre peut augmenter, passant à 3 ou 4.
Avant la Seconde Guerre mondiale, il y a eu plusieurs rikishi classés komusubi qui furent directement promus au grade d'ōzeki après avoir remporté un tournoi (yūshō), mais ceci s'est très peu reproduit depuis.